# Etiopisk varg
Etiopisk varg, abessinsk schakal eller simienschakal (Canis simensis) är en art i familjen hunddjur som är mycket sällsynt i sitt utbredningsområde.

## Utseende
Etiopisk varg mäter cirka en meter (huvud och bål). Svansen är cirka 30 centimeter lång och mankhöjden är 50–60 centimeter. Den har en vikt på 11–19 kilogram, och hanen är större och tyngre än honan. Pälsen är huvudsakligen rödbrun med en vit fläck på halsens främre sida. Svansen är vit mot basen, annars mörk. Nosen är lång som hos vissa rävarter.

## Utbredning
Etiopisk varg förekommer idag endast i ett antal trädlösa bergstrakter i Etiopien på en höjd av 3000–4400 meter över havet. Den största populationen lever i Balebergens nationalpark.

## Ekologi
Den etiopiska vargens föda består till 96 % av möss och råttor. Annars tar den mindre fåglar, hardjur, hyraxar, fågelägg, dvärgantiloper och as. Även en mindre mängd växtdelar kompletterar födan. Oftast gräver vargen upp bytet ur dess bo.
Den etiopiska vargen lever i flock med upp till 13 individer med en hierarkisk social struktur. Flockarna har överlappande revir vid kanterna. Unga hanar bildar ibland flockar. I motsats till andra arter i släktet Canis är denna art dagaktiv. Födosöket sker främst på morgonen.

### Fortplantning
Parningstiden sträcker sig från augusti till december och vanligen är det bara den dominanta honan i flocken som föder ungar. Efter ungefär 60 dagars dräktighet föder tiken 2–7 valpar. Födelsen sker i den underjordiska lyan som grävs av honan. Ofta finns flera lyor grävda under olika år och ungarna flyttas mellan lyorna. I flera fall får ungarna di inte bara av modern utan även av en annan hona från flocken. Efter fyra eller fem veckor börjar ungarna med fast föda och efter cirka tio veckor slutar honan med digivning. Upp till ett års kan ungarna ibland få en matbit av äldre flockmedlemmar. Könsmognaden infaller under andra levnadsåret.
Etiopisk varg kan i naturen bli upp till tio år och i fångenskap upp till tolv år.

## Etiopisk varg och människan

### Hot och status
Beståndets minskning beror bland annat på sjukdomen rabies, som överförs från vilda tamhundar, men det största hotet är habitatförstöring då gräsmarker omvandlas till jordbruksmark. Flera individer dör i trafiken eller faller offer för tjuvskyttar. Det finns bara omkring 500 individer kvar och arten kategoriseras  därför av IUCN som starkt hotad (EN).

### Namn
Artens likhet med rävar och schakaler har gett upphov till en mängd olika trivialnamn. Den har bland annat kallats för abessinsk schakal, abessinsk räv, simienschakal, simienräv och etiopisk schakal.